# Dishidrosi
La dishidrosi és un tipus de dermatitis que es caracteritza per aparició de butllofes pruriginoses als palmells de les mans i la part inferior dels peus. Les butllofes solen ser d'1 a 2 mm i se solen resoldre en unes tres setmanes. Tanmateix, sovint es repeteixen. L'enrogiment no sol estar present. Els atacs repetits poden provocar fissures i engruiximent de la pell.
Es desconeix la causa. Els desencadenants poden incloure al·lèrgens, estrès físic o mental, rentat freqüent de mans, o metalls. El diagnòstic es basa normalment en l'aspecte i en els símptomes. Per descartar altres problemes es poden fer proves d'al·lèrgia i cultius. Altres afeccions que produeixen símptomes similars inclouen psoriasi pustulosa i sarna.
Evitar els desencadenants pot ser útil, igual que una crema de barrera. El tractament és generalment amb crema de glucocorticoide. Es poden requerir cremes de glucocorticoides de potència alta durant una o dues setmanes. Es poden utilitzar antihistamínics per calmar la picor. Si això no és efectiu, es poden arribar a utilitzar pastilles de glucocorticoides, tacrolimús o psoralèn amb llum ultraviolada A (PUVA).
Aproximadament 1 de cada 2.000 persones està afectada a Suècia. Sembla que els homes i les dones estan afectats per igual. Explica aproximadament un de cada cinc casos de dermatitis a les mans. La primera descripció va ser el 1873. El nom prové de la paraula "dishidròtic", que significa "sudoració difícil", ja que abans es creia que els problemes amb la sudoració n'eren la causa.